# ديباك بيستا
ديباك بيستا (بالنيبالية: दीपक विष्ट) (من مواليد 2 يوليو 1976) هو لاعب تايكوندو نيبالي. فاز بالميدالية البرونزية في فئة وزن الوسط (78 كغم) في دورة الألعاب الآسيوية 2006 وتنافس في الألعاب الأولمبية الصيفية 2008. في 8 أغسطس 2008 في حفل افتتاح أولمبياد بكين كان بيستا حامل علم نيبال. وهو صانع التاريخ الوحيد من خلال الفوز بأربع ميداليات ذهبية بشكل مستمر في دورة ألعاب جنوب آسيا. وهو أنجح لاعب رياضي على الإطلاق في نيبال.